# Isla Caledonia
Isla Caledonia (en inglés: Caledonia Island) es el nombre de una isla en la República de Trinidad y Tobago. Es una de  las llamadas "Cinco Islas" ("The Five Islands") o Islas Las Cotorras, un grupo de seis pequeñas islas situadas al oeste de Puerto España, en el golfo de Paria. Administrativamente hace parte de la Región Corporativa de Diego Martín. Al suroeste de la isla se encuentran las islas de Lenagan y Craig y al sureste la de Pelicano (Pelican). Posee una superficie aproximada de apenas 1,9 hectáreas.